# Perugia
Perugia olasz város, az azonos nevű megye és Umbria tartomány székhelye, valamint a Perugia-Città della Pieve-i főegyházmegye érseki székvárosa.

## Fekvése
Perugia Közép-Olaszországban, a Tevere-folyó és a Trasimeno-tó fölé emelkedő hegyvidéken fekszik, Rómától 135 km-re északra.

## Története
Először Perusia néven vált ismertté, a tizenkét etruszk város egyikeként. Itt található Olaszország talán legnevezetesebb etruszk emléke: a Kr.e. 6. századból származó hatalmas boltíves kapu, amely az északi belső körbástyán nyílik. Kr. e. 295-ben római fennhatóság alá került. A pun háborúk idején (216-205) Róma mellett állt. A Caius Iulius Caesar meggyilkolása után kitörő polgárháborúk egyike (az ún. perusiai háború) során Octavianus seregei ostromzár alá vették az ellene fellázadó Lucius Antonius híveit (Kr. e. 41–40), aki az éhínség miatt néhány hónap múlva kénytelen volt kapitulálni. A várost kirablásra ítélték a győztesek, ám mielőtt ez megtörténhetett volna, Perusia nagy része leégett. Octavianus később már császárként építtette újjá, és vésette kapuja fölé az Augusta Perusia feliratot, ezért a nép „Augustus kapujának” nevezi.
548-ban a keleti gótok dúlták fel, 592-ben pedig longobárd hercegség lett. A 11. században már újra önálló város-köztársaság, a környező umbriai vidék ura. Guelf-párti, Rómához húzó város volt: öt konklávét tartottak a dóm falai között, amelyek során négy alkalommal pápát is választottak itt: III. Honoriuszt (1216), IV. Honoriuszt (1285), V. Celesztint (1294) és V. Kelement (1305). Ennek ellenére Perugia igyekezett megőrizni részleges függetlenségét a pápáktól. Így Cola di Rienzo lázadása idején 1347-ben követeket küldött a lázadó Rómába, és ellenszegült a pápai legátusoknak.
A 15. században az Oddi és a Baglioni család vérengző polgárháborúja következett, amely az utóbbiak győzelmével zárult. 1534-ben III. Pál pápa ismét meghódította, ezután emelték a Rocca Paolina citadellát, amelyet a nép 1860-ban rombolt le: fellázadtak a pápai kormány ellen, s akkortól a város az egységes Olaszország része.

## Kulturális élete
Perugia az etruszkkutatások egyik székhelye. A városban két egyetem is van. Az Università degli Studi di Perugia 1308-ban alapított, a város által finanszírozott, orvosi karral is rendelkező intézménynek ma 34 000 hallgatója van. Az 1925-ben létrehozott Università per Stranieri a világ minden részéből érkezett 8000 ösztöndíjas felsőfokú képzését végzi. Hallgatói között a húszas-harmincas években volt a legtöbb magyar.

## Látnivalók
A háromhajós San Lorenzo-katedrális 1345-1490 között épült. Érdekessége a város főterére néző szabad szószék.
A reneszánsz előtti idők legszebb szökőkútja a város főterén látható Fontana Maggiore. Tervezője vitatott, de a domborművein kétségtelenül Niccolò Pisano, fia, Giovanni és Arnolfo di Cambio dolgozott, s a legkülönbözőbb témákat ölelik fel: az Ótestamentum, a római mitológia, és Aesopus meséinek alakjai is teret kaptak.
A szökőkút mögött magasodik a városháza, a Palazzo dei Priori. Építését 1293-ban kezdték, ekkor készült a térre néző homlokzat (a teljes palotát 150 év múlva fejezték be). Hosszanti oldala a nyitott loggiás, zömök toronnyal a város főútvonalára, a Corso Vannuccira néz. Felső emeletén múzeum kapott helyet: a Galleria Nazionale dell'Umbria, amely teljes áttekintést nyújt az umbriai festészetről. Sok más művész mellett Fra Angelico, Benozzo Gozzoli, Piero della Francesca alkotásait csodálhatja meg a látogató.

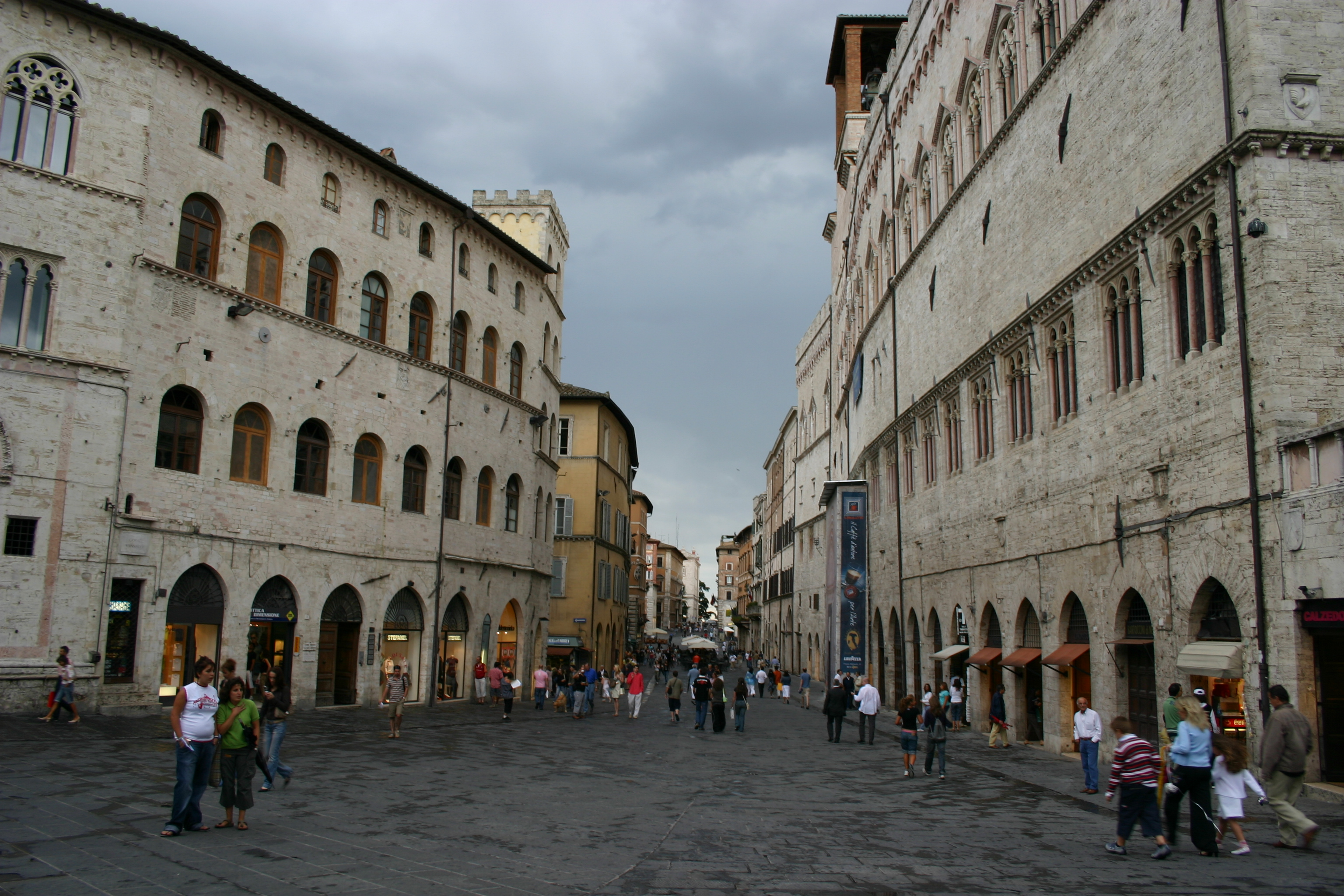
A Corso Vannucci

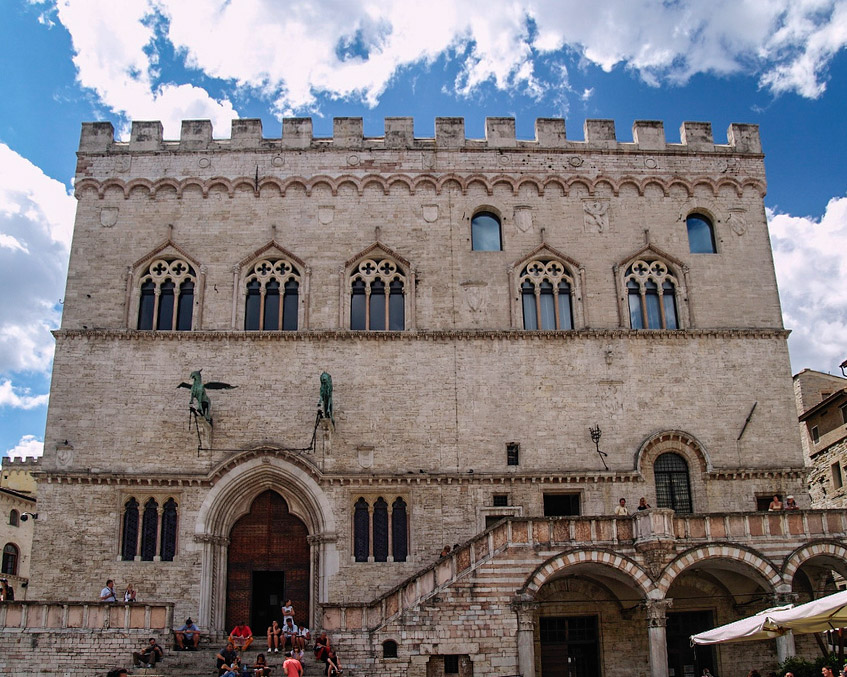
A Palazzo dei Priori

A szomszédos palota a Collegio del Cambio a pénzváltók székháza. 1452-1457 között épült, Perugino díszítette freskóival, melyeken közreműködtek tanítványai, így a fiatal Raffaello is. A mennyezeten a mitológia istenei, a falon nagy ókori férfiak képmása látható, a bolthajtásokban pedig a főerényeket ábrázolták, melyek közül a Bátorság állítólag Raffaello műve.
Az Assisi felé vezető út mentén, a város közelében található az Ipogeo dei Volunni, a híres etruszk sír, amit a Kr.e. 3. században véstek a sziklákba.

## Közlekedés
A város vasútállomásai:
- Sant’Anna
- Pallotta

A San Francesco d'Assisi repülőtér tizenkét kilométerre keletre fekszik a várostól.

## Perugiában született
- Trebonianus Gallus római császár (206–253)
- Fiorenzo di Lorenzo (kb. 1440–1522), festő
- Pinturicchio (kb. 1454–1513), festő
- Vincenzo Danti (1530–1576), szobrász
- Ignazio Danti (1536–1586), pap, matematikus, csillagász és kozmográfus
- Giuseppe Prezzolini (1882–1982), író, újságíró és kritikus
- Antonietta Stella (1929–2022), operaénekesnő
- Stefano Tacconi (* 1957), labdarúgó
- Fabrizio Ravanelli (* 1968), labdarúgó
- Federico Giunti (* 1971), labdarúgó
- Nil Venditti (* 1994), karmester